# Einmal Berlin, einfach
Einmal Berlin, einfach ist ein zeitgeschichtlicher Roman von Sabine Brandt aus dem Jahr 1991.

## Inhalt
Der Roman schildert das Leben der Rose Markwart, die im späten 19. Jahrhundert als uneheliches Kind und Enkelin eines Bauern in Westpreußen geboren wird und nach Berlin zieht, um dort als Krankenschwester zu arbeiten. Durch die Heirat mit einem Physiker und Unternehmersohn steigt Rose gesellschaftlich auf, aber die beiden Weltkriege, die Wirtschaftskrisen und der Nationalsozialismus gefährden ihr Streben nach persönlichem Glück und Wohlstand. Am Ende des Romans gilt ihr in den Krieg gezogener Sohn Harald als verschollen.

## Literarische und historische Bedeutung
Der Roman hat den Charakter eines Stadtromans. Detailreich und präzise schildert die Autorin das Leben und die Charaktere der handelnden Personen. Dabei hat die Beschreibung der Schauplätze der Handlung in Berlin ausgesprochenen Wiedererkennungswert. Viele der im Roman geschilderten Begebenheiten haben über die literarische Komponente hinaus auch den Charakter historischer Dokumentationen. Neben den persönlichen Schicksalen der Hauptakteure werden Aspekte wie Kino- und Technikgeschichte, Antisemitismus und Stadtgeschichte an konkreten und historisch fassbaren Beispielen abgehandelt. Im Zentrum der Handlung steht dabei das Haus Hindenburgdamm 128 in Berlin-Lichterfelde, in dessen Beletage die Markwarts wohnen. Daneben werden aber auch die umliegenden öffentlichen Plätze wie das Sommerbad Lichterfelde, die Gardeschützenkaserne, die Schulen, öffentlichen Anlagen und weitere Häuser und Grundstücke zu Schauplätzen der komplexen Handlungsstränge. Auch die Kriegszerstörung und die Besetzung Berlins werden an historisch belegbaren Beispielen aus der unmittelbaren Umgebung dokumentiert.
Die Erzählung selbst ist im Kern die Biografie der Mutter der Autorin, wenn auch künstlerisch verändert. Die Autorin nimmt sich selbst aus der Geschicht heraus. Deutlich wird sichtbar, dass die Erlebnisse in der Jugend die Hauptperson immer wie ein Schatten verfolgen. Selbst in der Ehe, wo sie objektiv ein ideales und sicheres Familienleben erlebt, ist sie nicht wirklich glücklich. Sie sieht entgegen der Wirklichkeit ständig Gefahren oder mangelnde Liebe. Sie kann an die Liebe ihrer Familie nicht glauben und versucht, diese Liebe mit Druck, auch durch Drohung mit Selbsttötung, erzwingen zu müssen. Sie sieht nicht, dass dadurch erst die Distanz zu ihr entsteht, die sie meint, beseitigen zu müssen. Ein nicht auflösbares Dilemma.